# Gespräch mit dem Biest
Gespräch mit dem Biest, internationaler Titel: Conversation with the Beast, im Fernsehen auch unter dem Titel Gespräch mit der Bestie gelaufen, ist ein deutscher Spielfilm aus dem Jahr 1996. In seinem Regiedebüt setzt sich der Schauspieler Armin Mueller-Stahl in einem fiktiven Rollenspiel mit der Person Adolf Hitlers auseinander, den er auch selbst spielt. Neben Mueller-Stahl wirken bekannte Charakterdarsteller wie Harald Juhnke und Katharina Böhm in dem Film mit.

## Handlung
Der Film geht von der Idee aus, dass Adolf Hitler, das "Biest" des Filmtitels, noch lebt – versteckt in einem Bunker und mittlerweile (1992) 103 Jahre alt. Der Protagonist sitzt im Rollstuhl und spricht Englisch. Dieser „wahre“ Hitler lädt sechs Hitler-Doubles in die mit Nazi-Überbleibseln ausstaffierten Bunkergewölbe ein, in denen er mit seiner scheinbar blutjungen Gattin Hortense lebt.
Das Verwirrspiel wird komplett, als Webster, ein US-amerikanischer Journalist in den Bunker eindringt und unangenehme Fragen stellt. Webster interviewt den vermeintlichen Hitler über zehn Tage hinweg, bevor er ihn am letzten Interviewtag erschießt, da er sich nun sicher ist, den echten Hitler vor sich zu haben.

## Kritiken
Im Dirk Jasper FilmLexikon wird der Film lobend erwähnt: „Mit 66 Jahren gibt Armin Mueller-Stahl sein sensationelles Debüt als Autor und Regisseur. Er spielt den Mann, der ihn sein Leben lang verfolgt hat. Er spielt Hitler, um ihn auf seine ganz persönliche Art zu entmystifizieren und zu demontieren.“ Der Filmdienst nennt im Lexikon des internationalen Films das Hitler-Stück „eine böse schwarze Farce mit tragikomischen Momenten, die jedoch auf Grund inszenatorischer Schwächen und durch ihre hölzernen Dialoge keine Geschichtslektion vermitteln, sondern nicht mehr liefert als eine partiell interessante Charakterstudie.“
Hans-Christoph Blumenberg geht in Die Zeit auf die Entstehungsgeschichte des Films ein: „Eines der Wunder dieses Films besteht darin, daß es ihn überhaupt gibt. Die deutschen Förderungen, allen voran die Berlin-Brandenburgische Filmverhinderungsanstalt des Professors Keil, haben das Projekt abgelehnt. Geld kam vom Fernsehen (Arte und ORB), in Form von Sachleistungen (Studio Babelsberg stellte den Atelierbau) und durch Gagenrückstellungen. So konnte der Produzent Rudolf Steiner mit kaum mehr als einer Million Mark Bargeld einen Film herstellen, der wirklich auf die Leinwand gehört. Und als deutsche Stimme von Bob Balaban keinen Geringeren verpflichten als Wolfgang Draeger, den Synchron-Künstler, der schon so lange und so wunderbar Woody Allen spricht, daß ihn selbst das Original für das Original hält.“

## Festivals
Der Film wurde erstmals am 10. September 1996 in Toronto aufgeführt und anschließend im Kino und auf über 20 Festivals weltweit gezeigt. Bislang ist Gespräch mit dem Biest nicht auf DVD erschienen.